# Lurgan Celtic FC
Lurgan Celtic FC is een Noord-Ierse voetbalclub uit Lurgan.

## Geschiedenis
De club werd in 1903 opgericht door de katholieke bevolking van Lurgan. De club nam dezelfde naam en clubkleuren aan als de grote Schotse club Celtic FC, die erg populair was bij de Ierse katholieken. De club probeerde tevergeefs verkozen te worden tot de Noord-Ierse competitie, die jarenlang exclusief was voor een aantal clubs. Het feit dat stadsgenoot Glenavon in de competitie speelde en Celtic een katholieke club zou zijn in de protestante competitie waren twee voorname factoren waardoor de club jarenlang amateurvoetbal moest spelen. Samen met nog een katholieke club uit de hoofdstad Belfast, Donegal Celtic, dreigde de club een proces aan te spannen en uiteindelijk werden beide clubs toegelaten tot de League. In het eerste seizoen promoveerde de club meteen naar de tweede klasse en de club dacht zichzelf al snel te bewijzen in de competitie. Dan volgde echter de teleurstelling door onmiddellijk weer te degraderen. In 2007 kon de club opnieuw promotie afdwingen. Lurgan werd voorlaatste en kreeg ook geen licentie voor de nieuwe IFA Championship. Na één seizoen promoveerde de club naar de Championship.